# 萨卡涅特
萨卡涅特，是西班牙瓦伦西亚自治区卡斯特利翁省的一个市镇。总面积31平方公里，总人口84人（2001年），人口密度3人/平方公里。